# Negative
I Negative sono un gruppo finlandese Glam rock fondato verso la fine del 1997.
I membri del gruppo hanno dichiarato che la loro musica è influenzata da gruppi quali i Guns N' Roses, Queen e Hanoi Rocks.

## Formazione
Attuale
- Jonne Aaron Liimatainen – voce
- Hata Salmi – chitarra
- Antti Anatomy – Basso
- Mr. Snack/Nakki – tastiere, voce
- Jay Slammer – batteria

Ex componenti
- Sir Christus – chitarra
- Larry Love – chitarra

## Gruppi correlati
Il fratello minore di Jonne Aaron, Ville Liimatainen, è il cantante della rock band finlandese, Flinch, la quale è gestita dalla Hype Productions, la stessa etichetta dei Negative.
Ville ha contribuito come corista nella cover di "Too Much Love Will Kill You" di Brian May, fatta dai Negative a fianco di Jussi Selo degli Uniklubi (il quale aveva già contribuito come corista in altre canzoni del gruppo)

## Discografia

### Album
- War of Love (2003 - FIN #5)
- Sweet & Deceitful (2004 - FIN #1)
- Anorectic (2006 - FIN #1)
- Karma Killer (2008 - FIN #3)
- God Likes Your Style (2009) [B Sides]
- Neon (2010)

### Singoli
- After All (2003 - FIN #4)
- The Moment of Our Love (2003 - FIN #1)
- Still Alive (2004 - FIN #4)
- Frozen to Lose it All (2004 - FIN #1)
- In My Heaven (2004 - FIN #1)
- My My, Hey Hey (2005 - FIN #1)
- Dark Side (Until You're Mine) (2005 - FIN #2)
- Bright Side (About My Sorrow) (2005 - FIN #2)
- The Moment Of Our Love (New Version) (2005 - FIN/GER #1)
- Planet of the Sun (2006 - FIN #1)
- Sinners Night / Misty Morning (2006 - FIN #2)
- Fading Yourself (2007 - FIN #1)
- Won't Let Go (2008)
- Giving Up! (2008)
- End Of The Line (2010)
- Jealous Sky (2010)

### DVD
"In The Eye Of The Hurricane" (2008 - Fin #1)